# (1602) Indiana
(1602) Indiana – planetoida pasa głównego okrążająca Słońce w ciągu 3 lat i 133 dni w średniej odległości 2,24 au. Została odkryta 14 marca 1950 roku w Goethe Link Observatory (Indiana Asteroid Program) w Brooklynie w stanie Indiana. Nazwa planetoidy pochodzi od stanu Indiana oraz Indiana University. Przed nadaniem nazwy planetoida nosiła oznaczenie tymczasowe (1602) 1950 GF.